# Bigelow Expandable Activity Module

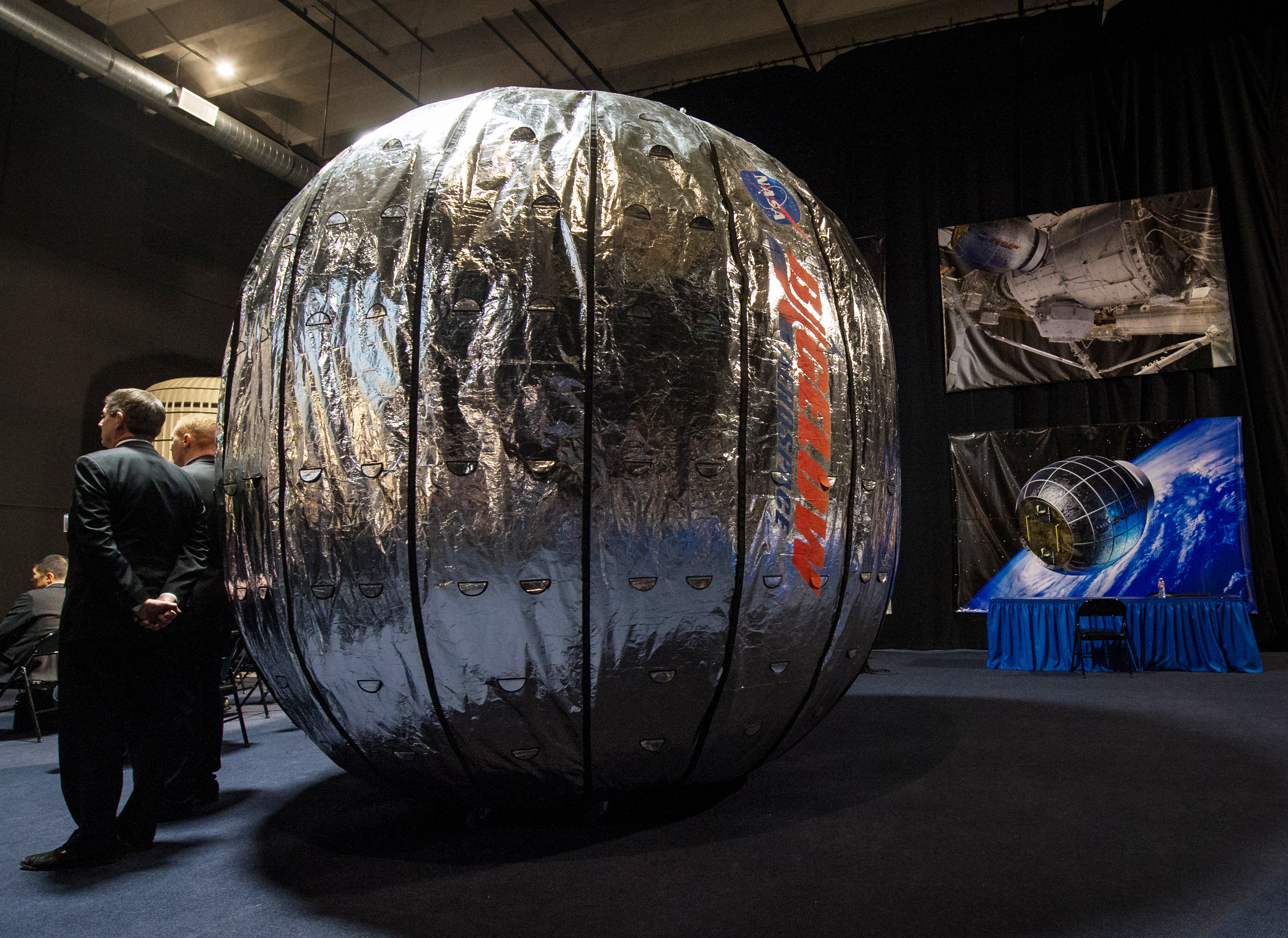
Maquete em grande escala do BEAM, 16 de janeiro de 2013.

A Bigelow Expandable Activity Module (BEAM) é um módulo expansível para estação espacial que foi desenvolvido pela Bigelow Aerospace, sob contrato com a NASA, para ser usado como um módulo temporário da Estação Espacial Internacional (EEI), durante 2016 a 2018. Ele chegou à EEI em 10 de abril de 2016, foi atracado à estação no dia 16 de abril, e foi inflado e pressurizado em 28 de maio de 2016.
A Bigelow tem planos para construir um segundo módulo BEAM como uma câmara para a Estação Espacial Comercial Bigelow.

## História
A NASA passou a considerar com seriedade a tecnologia de módulos espanciveis no início de 2010, foram examinadas várias opções, incluindo a Bigelow para fornecer o que na época era para ter sido um módulo de armazenamento, chamado de Bigelow Expandable Activity Module, para a EEI.
Em 20 de dezembro de 2012, a NASA concedeu a Bigelow Aerospace um contrato de 17,8 milhões de dólares para a construção do Bigelow Expandable Activity Module, no âmbito do Programa da NASA Advanced Exploration Systems (AES).
Planos da NASA divulgados em meados de 2013 previa para o módulo ser entregue para a EEI em 2015. Porém, o BEAM só foi enviado para a Estação Espacial Internacional em 2016.

## Ligações externa
- Bigelow presentation at the NASA workshop on the Global Exploration Roadmap, 10 April 2014, video, 41:58–57:05, BEAM footage at 51:55.